# گئورگی کیوسیوانوف
گئورگی کیوسیوانوف (بلغاری: Георги Иванов Кьосеиванов؛ ۱۹ ژانویه ۱۸۸۴ – ۲۷ ژوئیهٔ ۱۹۶۰) یک دیپلمات و سیاست‌مدار اهل بلغارستان بود.